# 小役回収打法
小役回収打法（こやくかいしゅうだほう）は、パチスロ用語。成立した小役を100%、またはそれに近い確率で取得できる様に考案された打ち方。専門の攻略誌によって呼称が異なるが、現在ではこの名前が標準とされる。
例外はあるものの、標準的には左リールが限定されることが多く、その停止パターンで残りを打ち分ける。

## 方法
パチスロは一般的に一本のリールに21コマの絵柄が描かれているが、機種によっては適当にリールを止めた場合に当選ラインに引き込まない（4号機までは1リール21コマの機種では絵柄の引き込みアシスト範囲が4コマ以内と規定されている）か当選ラインを通過した絵柄は窓の外に止まってしまう。
つまり、リールを引き込むという特性を逆手に取り、以下の条件をカバー出来る箇所を探さなければならない。
- 成立役が判断しやすく、きちんと取得出来る箇所。
- 且つ、効率的に速いスピードで消化出来る箇所。
- 且つ、ボーナス成立などの判断が行いやすい箇所。

が挙げられる。3つの要素、特にスピードも重要であり、いくら小役が取得できても速度が遅いと効果的とは言いがたい。

## 効果
- メーカーなどが発表する機械割（PAYOUT、払い出し率）は、全ての成立した小役やボーナスを、その成立ゲームにおいて揃えた場合の理論値である。取りこぼしを重ねれば、徐々に機械割は低下しプレイヤー側の損となる。それを防ぐために通常時やビッグボーナス時の小役ゲームの時にリールの一定の場所を押し続けることによって、成立役が判断しやすくなり、取りこぼしを防ぐこととなる。結果的には極力理論値に近い形で遊技を行うことが出来る。
- また、小役回収打法においては、おおよその停止位置が決まっているため、その停止位置に基づいたリーチ目のパターンを暗記していれば、成立ゲームなどの早い段階でボーナス成立を見抜くことが出来る。
- メーカーが発表するリーチ目の多くは、左から押した場合の出目が一般的である。

## 小役獲得打法の例
リーチ目主体のAタイプ機通常、左リールの特定箇所を狙い、スベリを伴わない限り、フリー打ちで消化する。スベリが発生した場合のみ、残りを目押しするので、スピードも伴い効率的に遊技できる。変則押しも可能であるが、絵柄の引き込みを計算しなければならないため、やや煩雑。
AT機（通常の押し順が不問）中→右と押すと、高確率で選択される小役のテンパイラインがパターン化される。テンパイしない場合のみ目押しを行うのが殆どなので、効率的に消化でき、演出の信頼度も判断しやすい。
AT機（第一押し順が左）ペナルティが発生するため、通常Aタイプの様な打ち方が一般的。
ST機左から押す方法が一般的。変則押しで楽しむ事も出来る。
ボーナスゲームJACインフラグの告知の有無でパターンが変化。告知がある場合、通常順押しで消化し、しかるべき手順で遊技する。告知が無い場合、変則押しで消化する為、当選役の判断やテンパイラインに応じた打ち方が必要であり、難易度が高い。
以上は4号機までの記述である。5号機の場合、基本的に全ての小役を取りこぼさない方法はないので、小役の枚数等を勘案して最も効率の良い打ち方（枚数の少ない小役を敢えて取りこぼす方法）が求められる。また、ボーナス時に関しても払い出し枚数を調整することで最大の獲得枚数を得る方法がこれに該当する。

## その他
- リール配列の構造上どうしても小役をフルカバー出来ない機種も存在する（クレイジーレーサーなど）。特に5号機では、絵柄の種類が最高10種類に増加していることから、小役の取りこぼしがより多く発生し、小役をフルカバーできない機種も多い（取りこぼした小役も機械割に含まれているため、実質的な出玉率低下の一因となっており、5号機不人気の原因ともなっている。そのため、最近はすべての小役を優先順位以外では絶対に取りこぼさない配列に設定された機種が増えている）。なお、5号機ではリプレイを取りこぼす配列は作ることが出来ない。
- 技術介入度の高い機種の例：クランキーコンドル（ユニバーサル）、ハナビ（アルゼ）など
- 技術介入度がほとんどない機種の例：ミリオンゴッド（ミズホ）など
- 攻略雑誌のライターが新しい機種が出た場合にまず取りかかるのが、実機を打ってこの小役回収打法を決めることであると言ってよい。正確に押すために時間がかかっては意味がないので、出来る限り効率的に出来る場所を探すことが求められる。
- この小役回収打法とリプレイはずしの発見によって、パチスロへの遊技者の技術介入が一般的になったと言ってよい。
- なお、中にはメーカーが想定していない、あるいはメーカーが見落としたことにより破壊的な小役回収打法が見つかる例もあり、代表的なものがビーナスライン（オリンピア）であった。
- 機種によっては順押し以外の押し方（変則押し）でより高い効果を見込める機種も存在する（ウルトラマン倶楽部3など）。但し、目押しが出来なければ順押しよりも小役回収率が下がるように設計される（例えば、獣王では左リールを最後に押すと通常よりも15枚役の引き込み率が低くなる）ことが一般的であったが、5号機へと規則が改正された際に、成立した役は最大限引き込むという規則が明記されたため、2008年現在、左リールを最後に押したからといって、役の引き込みが悪くなることはない。

## 打法の通称
以下の用語は雑誌編集者によって独自に考えられ、系列の雑誌によって使用されるものである。
- 絵柄をねらって止める打ち方。
  - 小役回収打法:下記2（系列）雑誌以外の雑誌で用いられる一般的通称。
  - DDT打法：同名の殺虫剤に由来。小役を虫に見立て、根こそぎ退治（回収）するということ。主に『パチスロ必勝ガイド』（白夜書房）系の情報誌で使われる用語。
  - KKK打法：「小役、キッチリ、カッチリ」の頭文字。主に『パチスロ攻略マガジン』系の情報誌で使われる用語。
- 特定の場所をねらわずにリールを止める打ち方（狭義には、目押しが必要かどうかを確認せず、目押しが必要である可能性がある場面、または目押しが必要とわかっている場面で目押しをしない打ち方）。
  - おやじ打ち：適当にボタンを押す打ち方。パチンコ用語からの転用で、この打ち方をするのが年配のプレイヤーが多いことに由来。以前はほとんどの雑誌がこの用語を用いていたが実情に合わないため2008年現在ではほとんどの雑誌で使われていない。雑誌間の差別化か、「オッサン打ち」と表記していた雑誌も存在した。
  - フリー打ち：上記のおやじ打ちと同義。「おやじ」という名称を使うことが適当でないと判断した攻略情報誌（パチスロ必勝ガイド及びその派生誌）が2000年頃を境に用いはじめた用語。しかし語感の悪さからか、10年以上を経過した現在においても名称変更以前からのプレイヤーに対して用語の置き換えが果たされたとは言い難い状況であり、また、本用語の台頭により新たな問題の浮上が取りざたされている。（→フリー打ち）
  - 適当打ち：文字通り、適当に打つ。「てきと～」といかにもそれっぽく表記される場合もあり。